# Гладіатор чорноголовий
Гладіатор чорноголовий (Malaconotus alius) — вид горобцеподібних птахів родини гладіаторових (Malaconotidae). Ендемік Танзанії.

## Опис
Довжина птаха становить 22—24 см. У самця тім'я, потилиця і задня частина шиї чорні, верхня частина тіла оливкова, нижня частина тіла жовта. Груди і боки мають жовтуватий відтінок, нижня покривні пера хвоста оливково-сірі. У деяких птахів нижня частина грудей зелена. Очі червонувато-карі, лапи сизі, дзьоб чорний. Самиця схожа на самця, однак її груди ще більш зеленуватіші.

## Поширення і екологія
Чорноголові гладіатори є ендеміками гірського масиву Улугуру. Вони живуть у гірських тропічних лісах на висоті від 1100 до 1950 м над рівнем моря, на ділянці площею 43 км².

## Збереження
МСОП вважає цей вид таким, що знаходиться під загрозою зникнення. Популяцію чорноголових гладіаторів оцінюють в 2400—3600 птахів. Їм загрожує знищення природного середовища і лісові пожежі.